# Frenchtown (Nova Jérsei)
Frenchtown é um distrito localizado no estado americano de Nova Jérsei, no Condado de Hunterdon.

## Demografia
Segundo o censo americano de 2000, a sua população era de 1488 habitantes.
Em 2006, foi estimada uma população de 1491, um aumento de 3 (0.2%).

## Geografia
De acordo com o United States Census Bureau tem uma área de
3,5 km², dos quais 3,3 km² cobertos por terra e 0,2 km² cobertos por água. Frenchtown localiza-se a aproximadamente 39 m acima do nível do mar.

## Localidades na vizinhança
O diagrama seguinte representa as localidades num raio de 20 km ao redor de Frenchtown.